# Вулиця Чкалова (Мелітополь)
Вулиця Чкалова — вулиця на півночі Мелітополя, що йде від Лісопарку до Північного Переїзду, одна з головних вулиць у північній частині міста.

## Назва
Вулиця отримала ім'я на честь льотчика Валерія Чкалова, який здійснив у 1937 році перший безпосадочний переліт через Північний полюс.

## Історія
Перша відома згадка про вулицю відноситься до 20 грудня 1946.

## Об'єкти
У Мелітополі вздовж вулиці Чкалова розташований приватний сектор, а також завод автотракторних глушників «ЮТАС [Архівовано 9 грудня 2021 у Wayback Machine.]» і підприємство Мелітопольгаз.

## Розташування
Лісопарк формально знаходиться на території Семенівської сільради. Але розташований у Лісопарку туберкульозний диспансер вже має адресу вулиця Чкалова, 1в. Далі вулиця проходить по околиці села Семенівка, повз Семенівське кладовище і входить у межі міста. Вулиця закінчується біля залізниці, перетинаючись з Північно-Лінійної вулицею. У перехрестя знаходиться пішохідний надземний перехід через залізничні колії в Авіамістечко і автобусна зупинка «Північний Переїзд», що є кінцевою для автобусних маршрутів 11, 15, 24 і 24А. Від кінцевої до вулиці Ломоносова всі чотири автобусних маршрути слідують вздовж вулиці Чкалова. 